# Białopole (gemeente)
De gemeente Białopole is een landgemeente in het Poolse woiwodschap Lublin, in powiat Chełmski.
De zetel van de gemeente is in Białopole.
Op 30 juni 2004 telde de gemeente 3270 inwoners.

## Oppervlakte gegevens
In 2002 bedroeg de totale oppervlakte van gemeente Białopole 103,57 km², waarvan:
- agrarisch gebied: 60%
- bossen: 35%

De gemeente beslaat 5,82% van de totale oppervlakte van de powiat.

## Demografie
Stand op 30 juni 2004:
| Omschrijving                   | Totaal | Totaal | Vrouwen | Vrouwen | Mannen | Mannen |
| ------------------------------ | ------ | ------ | ------- | ------- | ------ | ------ |
| eenheid                        | aantal | %      | aantal  | %       | aantal | %      |
| inwoners                       | 3270   | 100    | 1599    | 48,9    | 1671   | 51,1   |
| bevolkingsdichtheid (inw./km²) | 31,6   | 31,6   | 15,4    | 15,4    | 16,1   | 16,1   |

In 2002 bedroeg het gemiddelde inkomen per inwoner 1375,86 zł.

## Plaatsen
Białopole, Busieniec, Buśno, Grobelki, Horeszkowice, Kicin, Kurmanów, Maziarnia Strzelecka, Raciborowice, Raciborowice-Kolonia, Strzelce, Strzelce-Kolonia, Teremiec, Teresin, Zabudnowo.

## Aangrenzende gemeenten
Dubienka, Horodło, Hrubieszów, Uchanie, Wojsławice, Żmudź,